# Xuân Phong, Thọ Xuân
Xuân Phong là một xã thuộc huyện Thọ Xuân, tỉnh Thanh Hóa, Việt Nam.
Xã Xuân Phong có diện tích 4,91 km², dân số năm 1999 là 5151 người, mật độ dân số đạt 1049 người/km².